# Pachyascaceae
Pachyascaceae är en familj av lavar. Enligt Catalogue of Life ingår Pachyascaceae i klassen Lecanoromycetes, divisionen sporsäcksvampar och riket svampar, men enligt Dyntaxa är tillhörigheten istället ordningen Lecanorales, klassen Lecanoromycetes, divisionen sporsäcksvampar och riket svampar.
|               | Umbilicariales               |
|               |                              |
|               | Lecideales                   |
|               |                              |
|               | Baeomycetales                |
|               |                              |
|               | Teloschistales               |
|               |                              |
|               | Pertusariales                |
|               |                              |
|               | Peltigerales                 |
|               |                              |
|               | Ostropales                   |
|               |                              |
|               | Agyriales                    |
|               |                              |
|               | Lecanorales                  |
|               |                              |
|               | Rhizocarpales                |
|               |                              |
|               | Candelariales                |
|               |                              |
|               | Acarosporales                |
|               |                              |
| Pachyascaceae | \| \| Pachyascus \| \| \| \| |
|               | \| \| Pachyascus \| \| \| \| |
|               | Thelenellaceae               |
|               |                              |
|               | Protothelenellaceae          |
|               |                              |
|               | Arthrorhaphidaceae           |
|               |                              |
|               | Coniocybaceae                |
|               |                              |
|               | Leprocaulon                  |
|               |                              |
|               | Eschatogonia                 |
|               |                              |
|               | Biatoridium                  |
|               |                              |
|               | Bilimbia                     |
|               |                              |
|               | Botryolepraria               |
|               |                              |
|               | Roccellinastrum              |
|               |                              |
|               | Piccolia                     |
|               |                              |
|               | Stenhammarella               |
|               |                              |
|               | Aspilidea                    |
|               |                              |
|               | Pachyascus                   |
|               |                              |

|  | Pachyascus |
|  |            |